# Charles Benbow
Pour les articles homonymes, voir Benbow (homonymie).
Charles Benbow né le 28 décembre 1947 à Dayton (Ohio) et mort le 16 mai 1988 à Houston (Texas), est un organiste américain.

## Biographie
Il fait des études musicales à l'université d'Oklahoma. En 1970, il part en Allemagne travailler l'orgue avec Michael Schneider et le clavecin avec Hugo Ruf à la Hochschule für musik de Cologne puis vient en 1971 à Paris travailler avec Marie-Claire Alain. Il remporte en 1972 le grand prix d'interprétation au Concours international d'orgue de Chartres. Il s'installe à Londres et fait des tournées de concert en Europe et aux États-Unis.